# Ocheyoherpia kerguelensis
Ocheyoherpia kerguelensis is een Solenogastressoort uit de familie van de Phyllomeniidae. De wetenschappelijke naam van de soort is voor het eerst geldig gepubliceerd in 2005 door Salvini-Plawen.